# Hjortsberga församling, Växjö stift
Hjortsberga församling var en församling i Växjö stift och i Alvesta kommun i Kronobergs län. Församlingen uppgick 1957 i  Hjortsberga med Kvenneberga församling som 1 januari 2010 uppgick i Alvesta församling.
Församlingskyrka var Hjortsberga kyrka.

## Administrativ historik
Församlingen har medeltida ursprung.
Församlingen har bildat pastorat med Kvenneberga församling, innan de 1957 gick samman i Hjortsberga med Kvenneberga församling.
Församlingskod var 072202.